# Општина Груја
Општина Груја (рум. Gruia) је општина у округу Мехединци у Румунији.

## Географија
Површина општине износи 69,56 km².
Општина Груја је погранична општина Румуније јер се граничи са Србијом (општина Неготин) од које је одвојена Дунавом, док се у Румунији граничи са општинама Гогошу, Патулеле, Жијана, Пристол, Кужмир и Гарла Маре.

## Становништво и насеља
Општина Груја је на попису 2021. године имала 2.824 становника, за 206 мање (-6,80%) од претходног пописа 2002. године када је било 3.030 становника. Већину становништва чине Румуни са 51,20%, а значајну мањину чине Роми са 40,40% удела у укупном становништву. У односу на попис из 2011. године, број Рома је порастао док се број Румуна смањио.
| Етнички састав према попису из 2021.‍ | Етнички састав према попису из 2021.‍ | Етнички састав према попису из 2021.‍ | Етнички састав према попису из 2021.‍ | Етнички састав према попису из 2021.‍ |
| ------------------------------------ | ------------------------------------ | ------------------------------------ | ------------------------------------ | ------------------------------------ |
|                                      |                                      |                                      |                                      |                                      |
| Румуни                               | Румуни                               |                                      | 1.446                                | 51,20%                               |
| Роми                                 | Роми                                 |                                      | 1.141                                | 40,40%                               |
| Остали и непознато                   | Остали и непознато                   |                                      | 237                                  | 8,39%                                |

| Етнички састав према попису из 2011.‍ | Етнички састав према попису из 2011.‍ | Етнички састав према попису из 2011.‍ | Етнички састав према попису из 2011.‍ | Етнички састав према попису из 2011.‍ |
| ------------------------------------ | ------------------------------------ | ------------------------------------ | ------------------------------------ | ------------------------------------ |
|                                      |                                      |                                      |                                      |                                      |
| Румуни                               | Румуни                               |                                      | 1.963                                | 64,79%                               |
| Роми                                 | Роми                                 |                                      | 975                                  | 32,18%                               |
| Мађари                               | Мађари                               |                                      | 1                                    | 0,03%                                |
| Непознато                            | Непознато                            |                                      | 91                                   | 3,00%                                |

### Насеља
Општина се састоји из 3 насеља.
| Насеље        | Изворни назив | Број становника | Број становника | Број становника |
| Насеље        | Изворни назив | 2002.           | 2011.           | 2021.           |
| ------------- | ------------- | --------------- | --------------- | --------------- |
| Груја         |               | 1.810           | 1.890           | 1.951           |
| Извоареле     |               | 1.119           | 951             | 748             |
| Појана Груји  |               | 234             | 189             | 125             |
| Општина Груја |               | 3.163           | 3.030           | 2.824           |